# Столбов, Алексей Иванович
Алексей Иванович Столбов (15 (27) февраля 1874, Вятка — 7 марта 1937, Киров) — русский и советский художник, педагог, общественный деятель.

## Биография
Алексей Столбов родился в Вятке 15 (27) февраля 1874 года в семье купца Ивана Васильевича Столбова и его супруги Евдокии Антиповны. С 1882 по 1892 год учился в Вятской мужской гимназии. Обучался в Бакинском реальном училище и в училище технического рисования Штиглица. В 1903 году окончил рисовальную школу Императорского общества поощрения художеств.
Вернувшись в родной город, в 1905 году дебютировал на местной художественной выставке. Его работы «Потонувший колокол», «Остров смерти» и «Утёс» были положительно оценены в прессе.
Алексей Столбов уделял большое внимание педагогической деятельности. Он преподавал рисунок, живопись и лепку в Вятском коммерческом училище, Вятском духовном училище и семинарии, школе для глухонемых, Вятской народной студии художеств. Среди его учеников были художники Е. И. Чарушин, Ю. А. Васнецов, И. Б. Бальхозин и скульптор Г. С. Столбова. Алексей Столбов также занимался просветительской работой среди учителей.
Являлся членом Вятского художественного кружка и действительным членом Вятской Учёной Архивной комиссии. Был одним из организаторов Вятского художественно-исторического музея.
Умер в Кирове 7 марта 1937 года. Похоронен 12 марта на Мезринско-Петелинском кладбище.

## Творчество

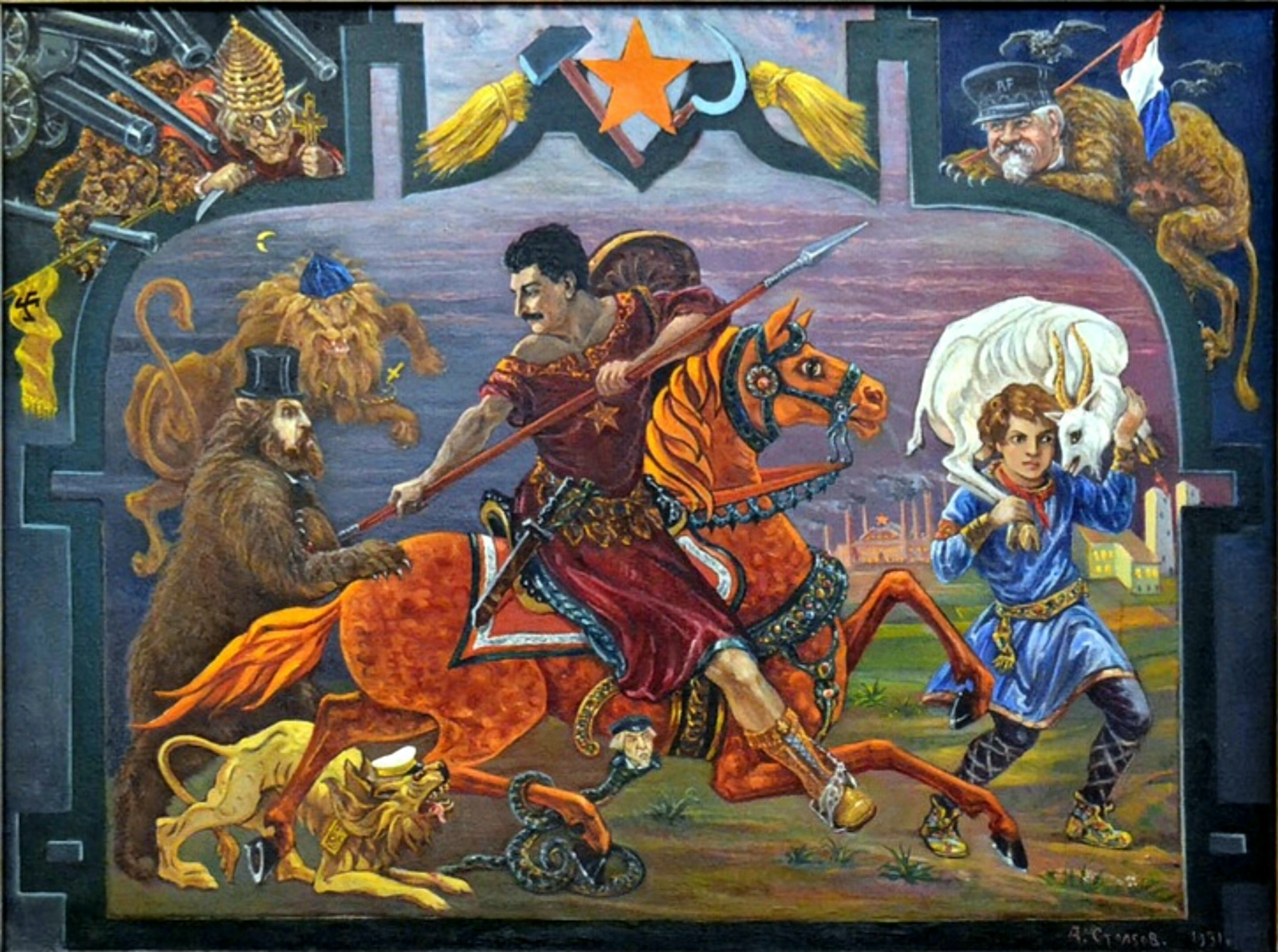
Аллегорическая композиция. 1931 год

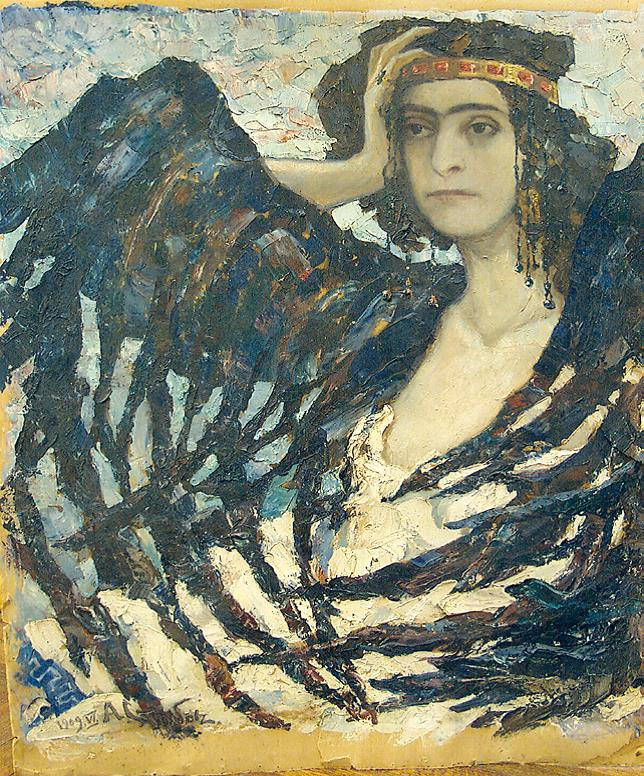
Разбитые мечты. 1909 год

В своём творчестве Алексей Столбов часто обращался к образам-символам. Во многих его произведениях видны «врубелевские» мотивы, также прослеживается влияние немецких символистов.
На картине «Аллегорическая композиция» (1931) художник изобразил И. В. Сталина на коне в образе Георгия Победоносца. Сталин представлен победителем новых врагов: внутренних и внешних. Он борется с различными классами эксплуататоров дореволюционной России, представленными в образах животных с головами людей. Справа от него — пионер, несущий козу. В верхней части картины в образе зверей изображены римский Папа Пий XI и президент Франции Раймон Пуанкаре, олицетворяющие тёмные силы.
Картины Алексея Столбова хранятся в фондах Вятского художественного музея имени В. М. и А. М. Васнецовых.

## Семья
- Сын — Игорь Алексеевич Столбов (1913—1995), орнитолог и таксидермист[2][8].
- Сестра — Екатерина Ивановна Столбова-Падарина (1857—1943?), одна из первых женщин-врачей в Вятской губернии[1].